# Rendez-vous à Kiruna
Pour plus de détails, voir Fiche technique et Distribution.
Rendez-vous à Kiruna est un film dramatique franco-suédois réalisé par Anna Novion, sorti en 2013.

## Synopsis
Ernest Toussaint, un architecte renommé, ne vit que pour son travail. Un jour, il reçoit un appel de la police suédoise qui l'invite à reconnaître le cadavre de son fils mort noyé. Après quelques hésitations, il quitte Paris, faisant croire à sa femme, Victoire, qu'il part pour son travail. Bien qu’il n’ait jamais connu ce fils mort à 26 ans, il décide d'entreprendre en voiture ce long voyage jusqu'à Kiruna, une ville de Laponie suédoise. Son chemin va croiser celui de Magnus, un jeune homme sensible et perdu que tout oppose à Ernest, autoritaire et méfiant. Magnus, qui a étudié et vécu à Paris, est tout autant désemparé, son amie l'ayant quitté et se rendant compte que son père ne l'aime pas, cherche quelque réconfort auprès de son grand-père.
Arrivé à Kiruna, Ernest est pris à partie par Stig, un ancien policier qui lui en veut d'avoir abandonné la mère de son fils et délaissé celui-ci. Mais cette rencontre va permettre aux deux hommes de comprendre le drame qu'a vécu le couple.
Ce voyage en compagnie d'un fils possible sur lequel il reporte son affection, va révéler à Ernest une part inconnue de lui-même et l’aider à mieux comprendre ce rendez-vous à Kiruna.

## Fiche technique
- Titre : Rendez-vous à Kiruna
- Réalisation : Anna Novion
- Scénario : Anna Novion, Olivier Massart et Pierre Novion
- Directeur de la photographie : Pierre Novion
- Montage : Anne Souriau
- Musique : Pascal Bideau
- Producteur : Yann Gilbert et Cécile Telerman
  - Producteur délégué : Patrice Arrat
- Production : La Mouche du Coche Films et Les Films de La Greluche, en association avec la SOFICA Cinémage 6
- Distribution : Pyramide Distribution
- Pays :  France,  Suède
- Genre : drame
- Durée : 97 minutes
- Dates de sortie : 
  -  France - 30 janvier 2013
  -  Belgique - 12 juin 2013

## Distribution
- Jean-Pierre Darroussin : Ernest Toussaint
- Anastasios Soulis (en) : Magnus
- Claes Ljungmark : Stig
- Kim Bodnia : John le biker
- Judith Henry : Victoire
- Lia Boysen (en) : Linda
- Tord Peterson (sv) : le grand-père
- Dag Malmberg : Höglund
- Adrien Bretet : Palud
- Stefan Cronwall : l'invité du bar

## Distinctions
- 2012 : Meilleur film au Festival international du film du Caire